# П'єр Джорджо Фрассаті
П'єр Джорджо Фрассаті (італ. Pier Giorgio Frassati; 6 квітня 1901, Турин — 4 липня 1925, Турин) — італійський студент, домініканець, блаженний Римо-католицької Церкви. Покровитель молоді, студентів і членів католицького руху Католицька дія.

## Життєпис
П'єр Джорджо Фрассаті народився 6 квітня 1901 року, у Велику суботу, в сім'ї власника ліберальної газети La Stampa Альфредо Фрассаті та Аделаїди Аметіс. Його батько також був активним у національній політиці і працював в італійському Сенаті, а згодом став послом Італії в Німеччині. Його батьки одружилися 5 вересня 1898 року. Роботи його матері-художниці були виставлені на виставці у Венеції, де король Віктор Емануїл III придбав деякі з її робіт. 
Схильність допомагати іншим проявилася у Фрассаті ще в дитинстві. Був випадок, коли в дитинстві він відкрив двері і побачив жінку, яка просила милостиню зі своїм босим сином. Його реакцією було зняти своє взуття і віддати його дитині. У 1909 році його батько відмовився допомогти чоловікові, який прийшов до їхніх дверей, тому що він був п'яний. Ридаючий Фрассаті розповів про це матері, і вона доручила йому знайти чоловіка і привести його в дім, щоб він поїв. 20 червня 1910 року в церкві Божого Тіла відбулася його перша сповідь, 19 червня 1911 року він прийняв Перше Причастя, а 10 червня 1915 року - Миропомазання в парафіяльній церкві.
У школі він був середнім учнем, хоча серед однолітків Фрассаті був відомий своїм інтелектом, а ще більше - своєю відданістю. У 1913 році він не склав іспитів, тому його відправили на приватне навчання до школи, якою керували єзуїти.
Фрассаті присвятив себе соціальній діяльності, яка б об'єднувала людей у спільноті як засіб боротьби з нерівністю. Він був противником фашизму і не підтримував режим Беніто Муссоліні. Одного разу був заарештований у Римі під час протесту на Конгресі молодих католицьких робітників 1921 року.Він брав участь у студентських групах, а також в Апостольстві префектури та Католицькій дії (приєднався у 1919 р.), якій присвятив себе.
Фрасатті часто говорив: «Милосердя недостатньо, нам потрібна соціальна реформа». Він допоміг заснувати газету під назвою «Моменто», принципи якої були засновані на Rerum Novarum Папи Лева XIII. У 1918 році він приєднався до групи Святого Вікентія де Поля і проводив багато часу, допомагаючи бідним і малозабезпеченим. У 1918 році він почав вивчати інженерну справу, щоб стати гірничим інженером, оскільки хотів «краще служити Христу серед шахтарів». Після закінчення навчання батько запропонував йому або автомобіль, або значну суму грошей, хоча він вибрав останнє, щоб віддати їх бідним, а не використовувати для себе. 
Його таланти здавалися безмежними, адже він був завзятим альпіністом і спортсменом, добре плавав і навіть міг з відносною легкістю декламувати уривки з Данте. Фрассаті був членом Італійського альпійського клубу (Club Alpino Italiano) і здійснював сходження на такі гори, як Гранд-Туральїн та Монте-Візо. Він також часто відвідував театри та музеї з друзями, коли у нього була така можливість. Але фільми в кінотеатрі він дивився лише після того, як дізнавався про моральні якості фільму, оскільки йому не подобалися речі вульгарні та нечисті. Він навчився танцювати, хоча ніколи не любив його так сильно, як він часто зазначав. Вільно володів німецькою та французькою мовами.
30 червня 1925 року, під час прогулянки на човні з двома друзями по річці По, він почав скаржитися на різкі болі в м'язах спини. 1 липня він повернувся додому з сильним головним болем і лихоманкою. Того ж дня померла його бабуся по материнській лінії. Через свою щиру смиренність він відвернув увагу від себе, вважаючи за краще, щоб його сім'я оплакувала бабусю. 2 липня викликали лікаря, який попросив лежачого Фрассаті встати з ліжка. Фрассаті не міг поворухнутися і сказав: «Я не можу!» Незабаром був поставлений діагноз: поліомієліт.
Фрассаті помер 4 липня 1925 року від поліомієліту о 19:00. Його батьки очікували, що еліта і політичні діячі Турина прийдуть висловити свої співчуття і бути присутніми на похороні, а також очікували побачити там багато його друзів. Всі були здивовані, коли побачили, що вулиці міста були заповнені тисячами скорботних, коли кортеж проїжджав повз них, що свідчило про пошану, яку відчували до нього люди, яким він допомагав. Він був похований на ділянці Фрассаті в Поллоне Чімітеро. Пізніше, у 1981 році, його мощі були перенесені до Туринського собору і, після подальшої перевірки, були визнані нетлінними.

## Беатифікація
Був беатифікований римським папою Іоанном Павлом II 20 травня 1990 року.